# 얼룩쿠스쿠스
얼룩쿠스쿠스(Spilocuscus maculatus)는 쿠스쿠스과에 속하는 유대류의 일종이다. 오스트레일리아의 케이프요크반도와 뉴기니섬 그리고 인근의 작은 섬들에서 발견된다.

## 특징
얼룩쿠스쿠스는 몸이 대략 집쥐 정도 크기로 몸무게 1.5~6kg에 몸길이는 약 35~65cm, 꼬리 길이는 32~60cm 정도이다. 머리 모양은 둥글고 털 속에 감춰지는 작은 귀와 무성한 털을 갖고 있고, 꼬리는 쥐는 힘이 있어서 나무 등을 오를 때 도움이 된다. 눈 색깔은 노란색과 오렌지색부터 붉은 계열까지 다양하고 뱀의 눈처럼 길게 갈라져 있다. 네 발 모두 다섯 개의 발가락이 있으며 첫 발가락을 제외하고 발가락마다 강하고 굽은 발톱이 나 있다. 뒷발의 두 번째와 세 번째 발가락은 붙어 있다. 첫 관절 부위의 피부가 합쳐져 있지만 발가락 쪽은 갈라져 있다.